# Hilmer Ekdahl
Ernst Johan Hilmer Ekdahl, född 16 februari 1889 i Stockholm, död där 11 oktober 1967 
, var en svensk filmfotograf. 
Hilmer Ekdahl började i filmbranschen 1912 då han arbetade hos AB Svenska Biografteatern och assisterade vid inspelningarna av långfilmerna De svarta maskerna och Vampyren. Båda filmerna regisserade av Mauritz Stiller och fotograferade av Julius Jaenzon. Hilmer var under sin yrkeskarriär filmfotograf för ett 60-tal långfilmer och kom att bli chefsfotograf hos AB Europa Film, AB Irefilm och vid AB Sandrew-Ateljéerna. Från mitten av 50-talet fram till 1965 var han fotograf vid AB Industrifilm. 
Hilmer Ekdahl är begravd på Norra Begravningsplatsen i Solna.

## Filmfoto i urval
- 1953 - Flickan från Backafall
- 1952 - Janne Vängman i farten
- 1952 – Drömsemester
- 1951 - Kvinnan bakom allt
- 1950 - När Bengt och Anders bytte hustrur
- 1950 - Sång till friheten
- 1949 - Vi flyger på Rio
- 1948 - Hammarforsens brus
- 1948 - Synd
- 1948 – Kvinnan gör mig galen
- 1947 – Onda ögon
- 1947 - Kronblom
- 1947 - Här kommer vi
- 1946 - Hotell Kåkbrinken
- 1945 – I Roslagens famn
- 1944 – Kärlekslivets offer
- 1944 – Släkten är bäst
- 1943 - Aktören
- 1942 - Vi hemslavinnor
- 1942 – En sjöman i frack
- 1941 - Magistrarna på sommarlov
- 1941 - Lasse-Maja
- 1941 – Fröken Kyrkråtta
- 1940 - Swing it, magistern!
- 1940 – Vi tre
- 1940 - Hjältar i gult och blått
- 1939 – Efterlyst
- 1939 - I dag börjar livet
- 1939 - Vi två
- 1938 - Vingar kring fyren
- 1938 - Karriär
- 1938 - Sol över Sverige
- 1937 – Bergslagsfolk
- 1936 - Min svärmor - dansösen
- 1933 - Hemslavinnor
- 1933 - Flickan från varuhuset
- 1932 - Jag gifta mig - aldrig
- 1932 – Fantegutten
- 1931 - En kärleksnatt vid Öresund
- 1920 – Kaksen paa Øverland